# Star Alliance
Star Alliance  je udruženje zrakoplovnih tvrtki osnovano 14. svibnja 1997. Star Alliance je najveće zrakoplovno udruženje na svijetu.
Sjedište udruženja je u Frankfurtu na Majni.

## Povijest
- 1997.: Osnivanje i to sa sljedećim udruženim zrakoplovnim tvrtkama: Air Canada, United Airlines, Lufthansa, Scandinavian Airlines System i Thai Airways International.